# Hinckley and Bosworth
Hinckley and Bosworth ist ein Verwaltungsbezirk mit dem Status eines Borough in der Grafschaft Leicestershire in England. Verwaltungssitz ist die Stadt Hinckley, wo knapp die Hälfte der Bevölkerung lebt. Weitere bedeutende Orte sind Barwell, Bagworth and Thornton, Barlestone, Burbage,  Cadeby, Carlton, Earl Shilton, Groby, Market Bosworth, Markfield, Newbold Verdon, Peckleton, Ratby, Sheepy und Stoke Golding.
Der Bezirk wurde am 1. April 1974 gebildet und entstand aus der Fusion des Urban District Hinckley und des Rural District Bosworth (ohne Ibstock).
Koordinaten: 52° 37′ N, 1° 21′ W